# Castillo de San Jorge (Mantua)
El castillo de San Jorge (en italiano: castello di San Giorgio) es un castillo medieval fortificado erigido en la ciudad italiana de Mantua, de origen defensivo, que luego fue acondicionado como residencia palaciega de los soberanos de Mantua. Hoy es uno de los monumentos más representativos de la ciudad y es la parte más antigua del palacio ducal de los Gonzaga y parte del «Complesso Museale di Palazzo Ducale», propiedad del Ministerio de Bienes Culturales. Puede ser visitado en visitas guiadas.
En su interior se encuentra la cámara de los esposos, una maravillosa estancia obra de Andrea Mantegna. También estuvo en el castillo, en la planta noble, el Studiolo de Isabel de Este — dos cámaras, un oratorio y «una pequeña biblioteca»—, luego trasladado en 1522  a los apartamentos de la Corte Vecchia.

## Historia
El castillo de San Jorge, destinado a la defensa de la ciudad, es un edificio de planta cuadrada que consta de cuatro torres esquineras y que está rodeado por un foso con tres puertas y los correspondientes puentes levadizos. Fue construido por encargo de Francesco I Gonzaga (señor de Mantua desde 1382 a 1407) sobre los escombros de la iglesia de Santa Maria di Capo di Bove, según un proyecto de Bartolino da Novara. Comenzaron las obras en 1395 y finalizaron en 1406.
El edificio de uso estrictamente militar, donde la familia Gonzaga desplegó su tradición guerrera y aristocrática, era entonces una  fortaleza militar que conectaba el área urbana de Mantua con el contado que se desarrollaba más allá del puente de San Jorge. Su aspecto defensivo en el exterior contrastaba con su fachada abierta en la plaza principal del pueblo. Bartolino de Novara, experto en arquitectura fortificada, había construido previamente el castillo de Ferrara para la familia de Este y se inspiró en él para el plan general del castillo de San Jorge. El castillo incluía una sala de armas y celdas de prisión —donde fueron encerrados los prisioneros llamados «mártires de Belfiore» en 1852— e incluso una escalera de caracol accesible a los caballos.
El edificio cambió de destino y se convirtió en una residencia principesca gracias a las transformaciones solicitadas por el marqués Ludovico II Gonzaga (r. 1444-1478), y realizadas por el arquitecto florentino Antonio de Manetto Ciaccheri, y luego, a partir de 1451, por Luca Fancelli.
Durante el Concilio convocado por Pío II en Mantua (1459-1460), Luis II trasladó su corte de la  civitas novas al castillo, ubicado en la  civitas vetus.  El arquitecto Luca Fancelli, en 1459 por indicación del marqués Ludovico II Gonzaga (r. 1444-1478), liberó áreas de la Corte Vecchia para el concilio y renovó el castillo que perdió definitivamente su primitiva función militar y defensiva. Así se construyeron el Gran Apartamento de Isabel de Este, salas de recepción (de los Soles, de las Conchas, del Friso, de las Firmas, etc.) y gabinetes privados (de las Sibilas, de los Escudos, de las Cuatro Estaciones, etc.). Andrea Mantegna construyó la capilla ducal en 1459 y se instaló una biblioteca en 1461. La gran plaza de San Pedro, delante del castillo, fue creada a pedido de Ludovico Gonzaga, quien proyectó allí su ideal de orden urbano, asumiendo la plaza la centralidad urbana mientras permanecía subordinada a la residencia principesca.
El edificio fue durante muchos años la residencia de Isabel de Este, esposa de Francesco II Gonzaga, una de las mujeres nobles más famosas del Renacimiento. Isabel quiso en la corte a numerosos artistas y humanistas de la época, como Andrea Mantegna, el Perugino, Leonardo da Vinci, Ludovico Ariosto y Baldassarre Castiglione, haciendo de Mantua una de las principales cortes europeas y un centro artístico y literario. El condottiero Paolo Vitelli, hecho prisionero por Francesco II Gonzaga, fue encerrado en las prisiones del castillo en 1496 .
Adosada al castillo y conectada a él por un corredor, la Palazzina della Paleologa fue construida en 1531 según un diseño de Giulio Romano, luego demolida en 1899.
El castillo, junto con otros edificios adyacentes, siguió siendo la residencia del príncipe durante aproximadamente un siglo, hasta el momento en que Guglielmo Gonzaga trasladó sus apartamentos a la reestructurada Corte Vecchia.
En 1810, el patriota tirolés Andreas Hofer fue encarcelado en la prisión antes de ser ajusticiado. A partir de 1815 con la ocupación austríaca de la ciudad, el castillo se convirtió en una prisión de máxima seguridad donde se encerraba a los opositores. Desde 1852 los Mártires de Belfiore y algunos patriotas vinculados a ellos (Ciro Menotti, Teresa Arrivabene) fueron encarcelados en el castillo.
El terremoto de Emilia de 2012 provocó daños estructurales en el edificio.

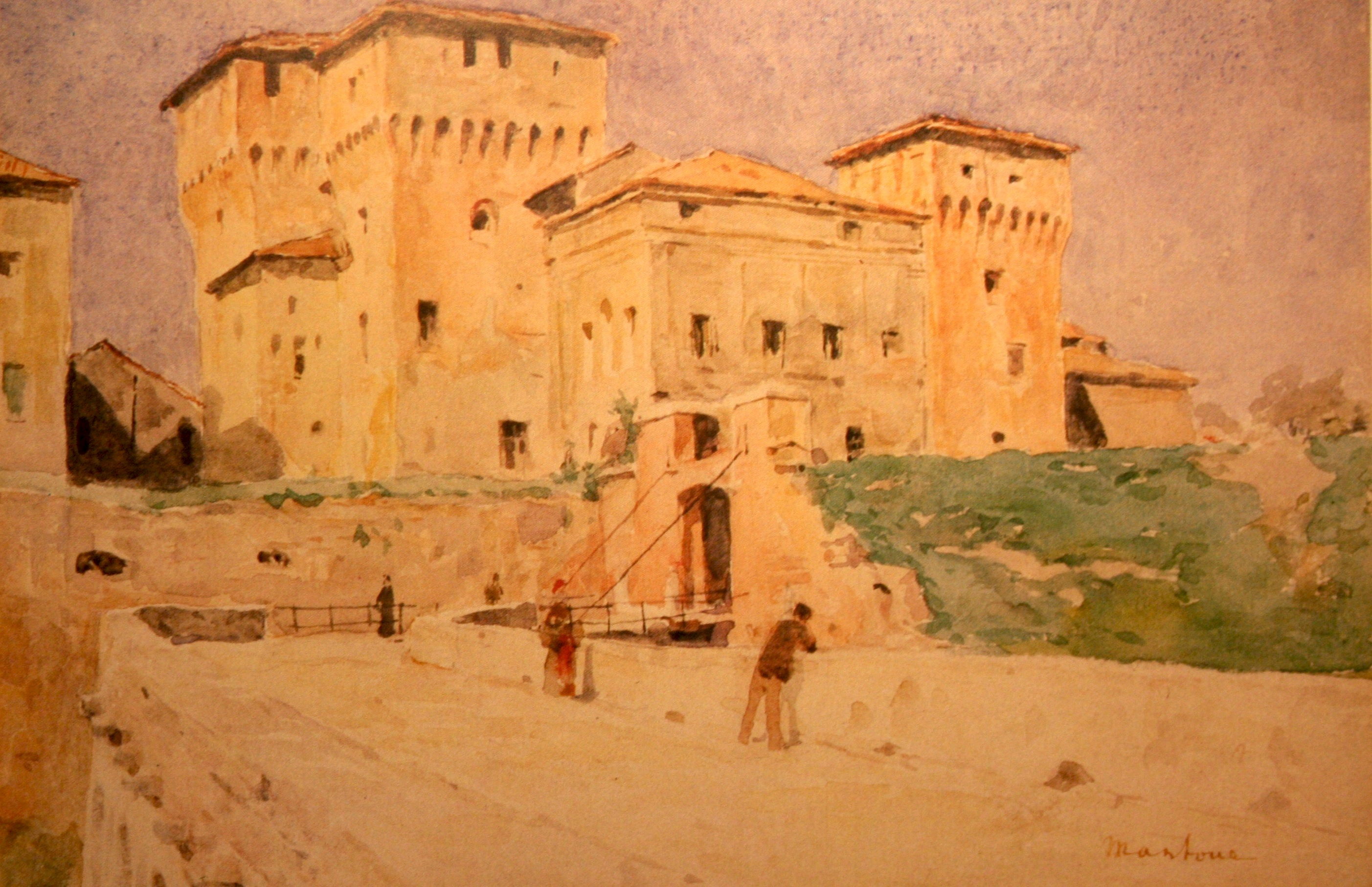
Castello di San Giorgio in Mantua (1891), de Albert Anker, con la Palazzina della Paleologa
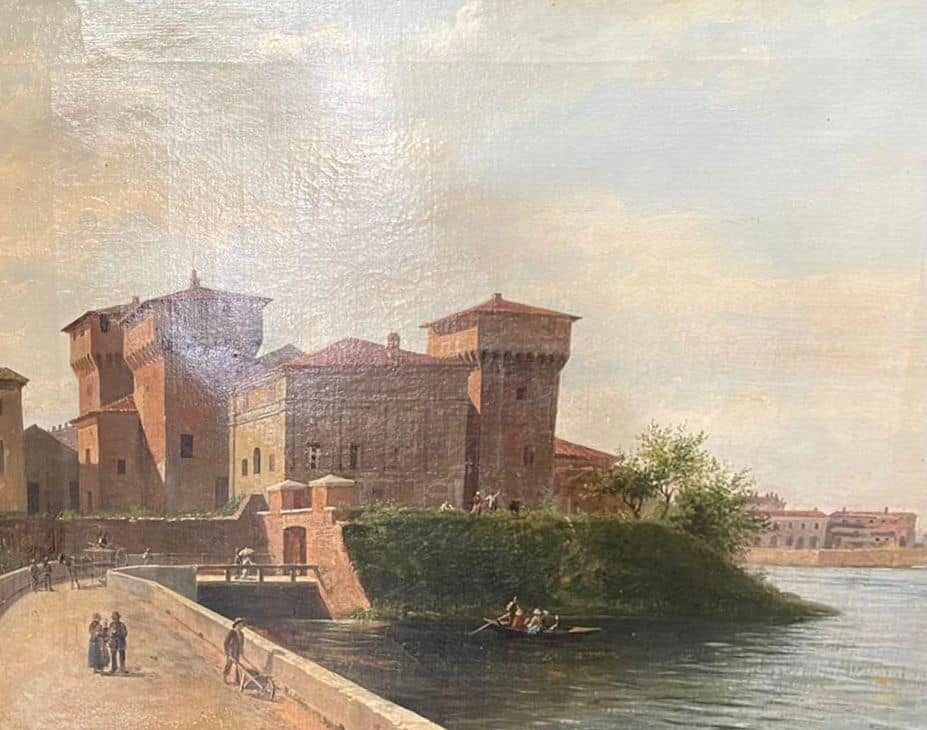
Acuarela del castillo con la Palazzina della Paleologa
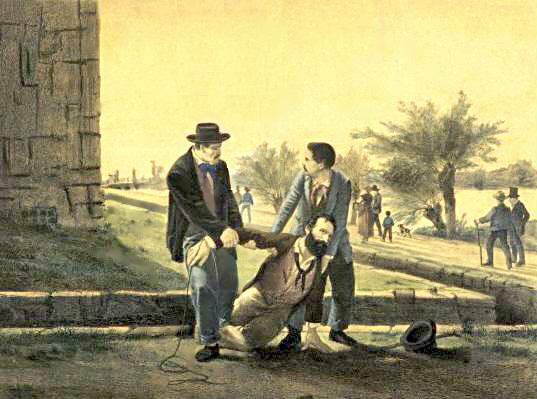
Evasión de Felice Orsini del castillo en una litografía de 1860, obra de Paolo Calvi
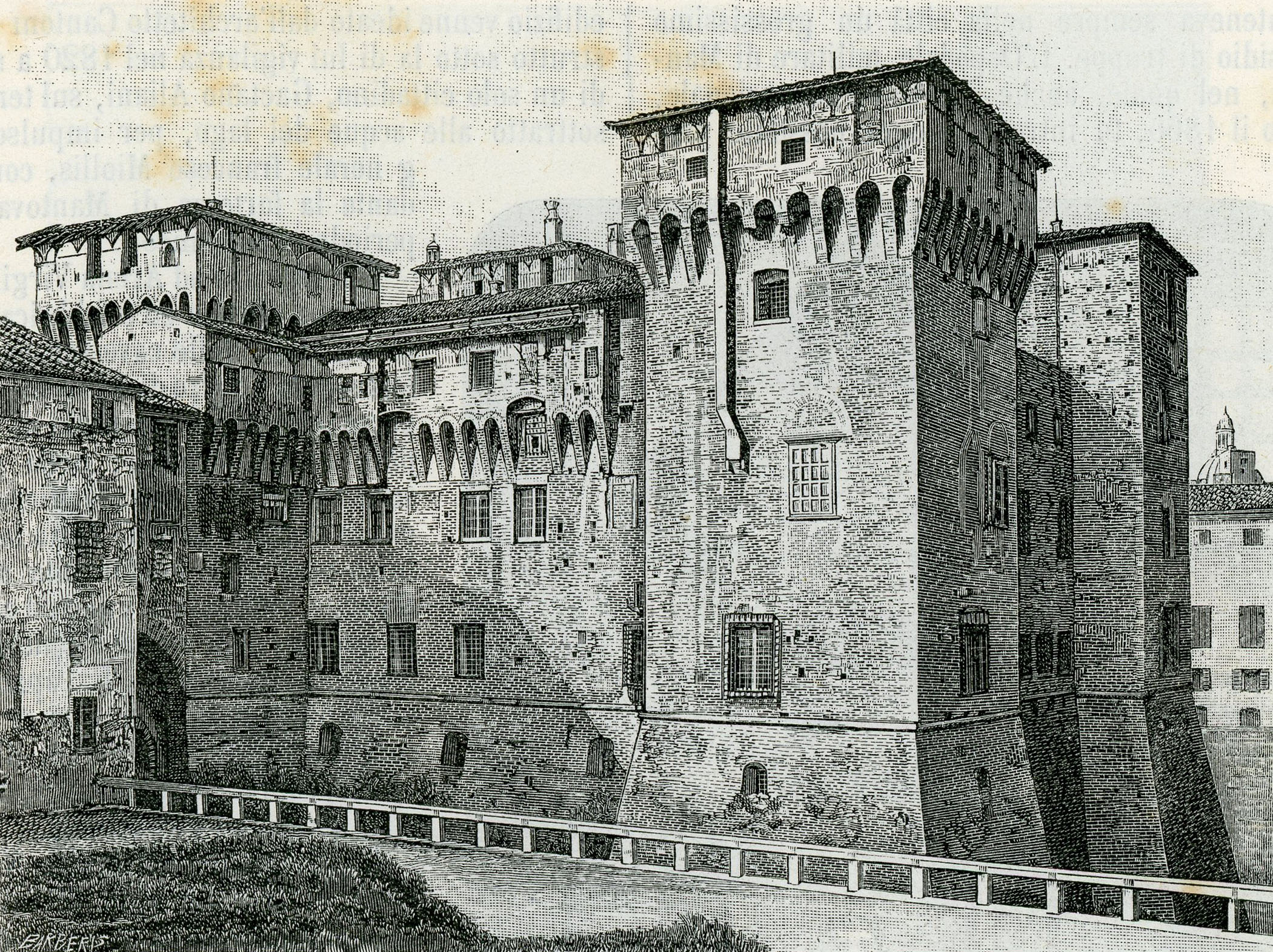
El castillo en 1896
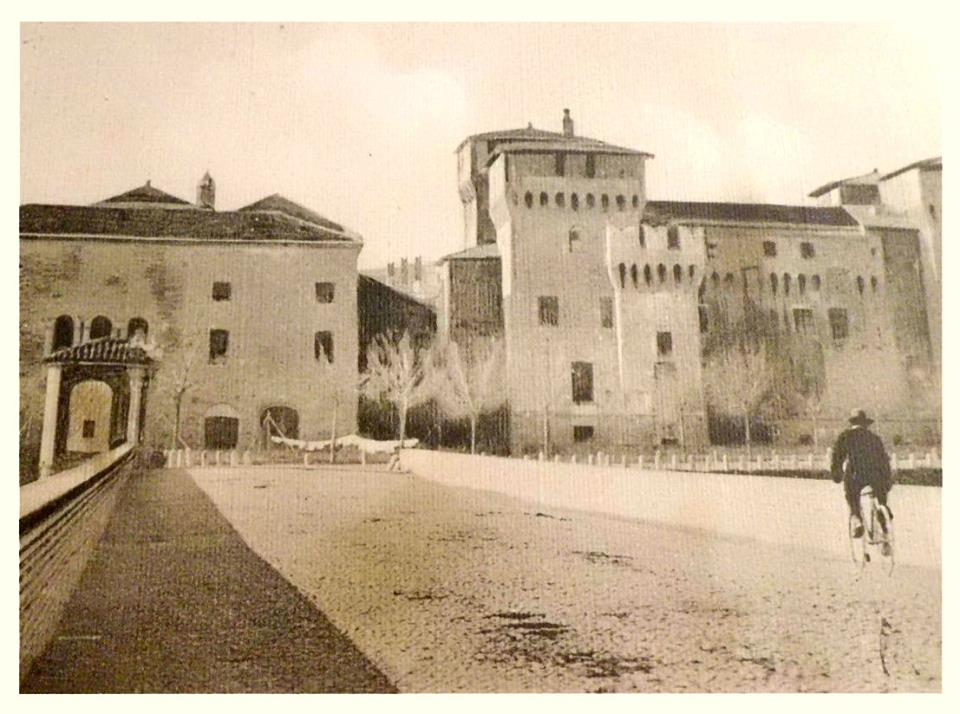
El castillo en 1910

## Arquitectura
Al recurrir a arquitectos florentinos como Luca Fancelli y Antonio de Manetto Ciaccheri, Luis II de Mantua señaló su deseo de atenuar estilísticamente la agresividad de la arquitectura de la fortaleza original. Así, las torres de las esquinas perdieron toda función defensiva y conservaron sólo el poder simbólico.
De planta cuadrada provista de torres angulares igualmente cuadradas, el castillo está rodeado por un foso, y tiene tres entradas enrejadas protegidas por puentes levadizos. El exterior estuvo alguna vez decorado como lo demuestran algunos escudos pintados y diseños heráldicos que sobrevivieron.
Luego se añadieron pórticos diseñados por Andrea Mantegna alrededor del patio siguiendo el modelo de los del palacio de los Gonzaga en  Revere.

### El Gran apartamento de Isabel de Este
Comprende, dispuesta en el terrapiano, cerca del patio principal, 
- la Salle de Leonbruno
- la Salle de la Grotte
- el Studiolo de Isabel de Este (trasladado después, en 1523, a los apartamentos de la Corte Vecchia).

Isabel de Este habilitó dos pequeñas  piezas en esta suite de apartamentos para un uso completamente personal. Uno sirvió como  studiolo (probablemente desde 1490). Isabel de Este recibió allí a sus invitados entre las alegorías pintadas por Andrea Mantegna, Perugino, Correggio y Lorenzo Costa. La otra pieza pequeña, la  grotta (mencionada por primera vez en 1498), imitaba una gruta subterránea.
A partir de 1520, después de la muerte de su marido, su hijo se mudó a los apartamentos que ella había ocupado con él una vez que él mismo se convirtió en marqués; Isabel se mudó entonces a la planta baja de la Corte Vecchia en un gran apartamento con un pequeño jardín privado donde ella podría instalar sus estatuas antiguas. Esta situación también le evitaba tener que subir largas escaleras. Mandó transportar el montante  de la puerta ejecutado por Gian Cristoforo Romano y trasladar hasta allí la marquetería de madera que representaba instrumentos musicales y de vistas de los hermanos Mola. Sebastiano hizo los techos de la "grotta" y del gabinete de trabajo; los frescos de la Camera della Schalcheria fueron pintados por  Lorenzo Leonbruno quien se inspiró en las obras que acababa de descubrir en Roma. Allí reprodujo el óculo pintado por Mantegna en la Cámara de los Esposos. En la llamada Cámara Imperial, un escultor no identificado realizó un moderno friso de estuco que representaba a los legionarios.

### Cámara de los esposos

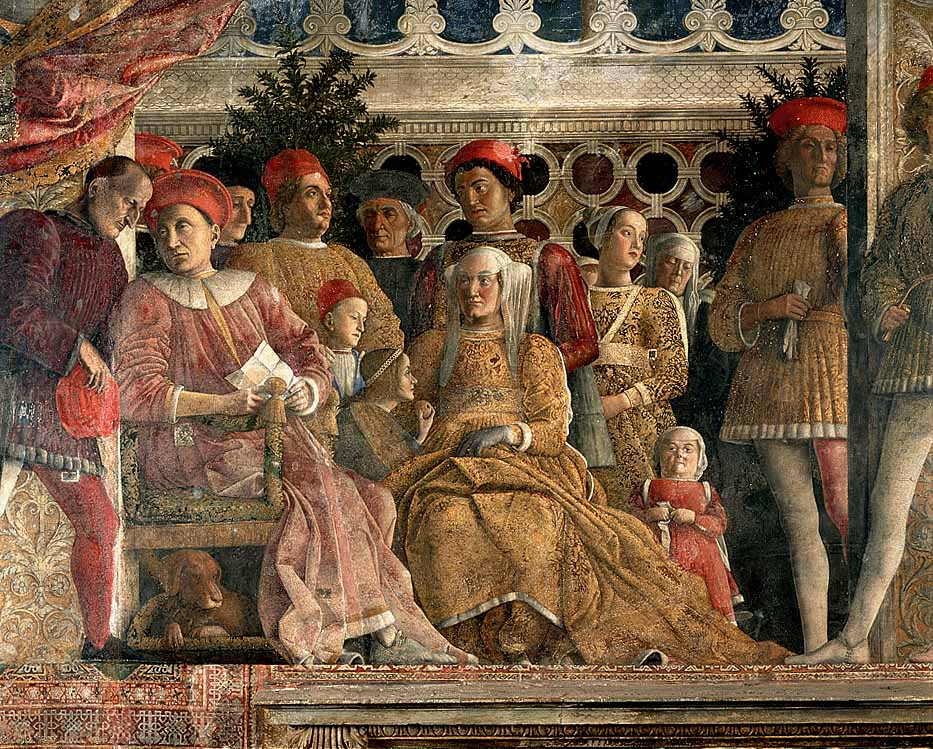
Detalle de la familia Gonzaga en una de las paredes de la Cámara de los esposos, obra de Andrea Mantegna

La Camera Picta (conocida ahora como Camera degli Sposi), una maravillosa estancia abovedada en el piso noble de la torre noreste del castillo de San Jorge, enteramente cubierta, paredes y techo (con un falso oculus en trompe-l'œil), con frescos de Andrea Mantegna. Esta sala reservada para recepciones de invitados distinguidos, también albergaba los archivos secretos de la pareja principesca. Los frescos tenían la intención de expresar el poder de la pareja gobernante Gonzaga a sus distinguidos invitados. Mantegna los realizó en un período de nueve años, desde 1465 (fecha grabada en la pared) hasta 1475 (fecha grabada en la placa conmemorativa a la entrada de la sala), y readaptó el estrecho espacio de la sala cúbica con bóvedas sobre lunetos en una sucesión de realidad y ficción que dan al ambiente una atmósfera en plein air (dando así la idea de estar en una logia fingida).
El espacio de cada pared de la sala fue dividido por el artista en tres aperture que transmiten al espectador, a través de amplios arcos, paisajes bucólicos y cortinas movidas por el viento una fuerte antítesis con el reducido entorno arquitectónico. Los frescos se realizaron tanto en seco (pared norte; esta técnica permite una atención minuciosa al detalle) como al fresco (pared sur; el fresco obliga al pintor a optar por un gusto más sintético). Hay dos escenas pintadas que representan a miembros de la familia Gonzaga , la Scena dell'Incontro y la Scena della Corte. Con ellas Mantegna rindió homenaje a los mecenas que tantos encargos le estaban procurado. En la habitación, no se puede permanecer más de 5-10 minutos porque (habiendo usando la técnica de pintura en seco) la humedad y el aire exhalado corren el riesgo de desprender los frescos de las paredes.

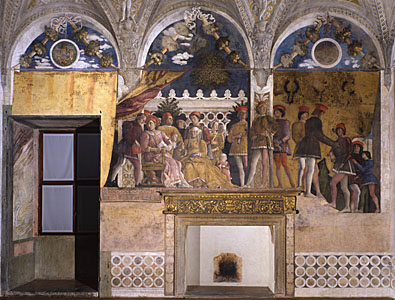
Pared norte, la Corte
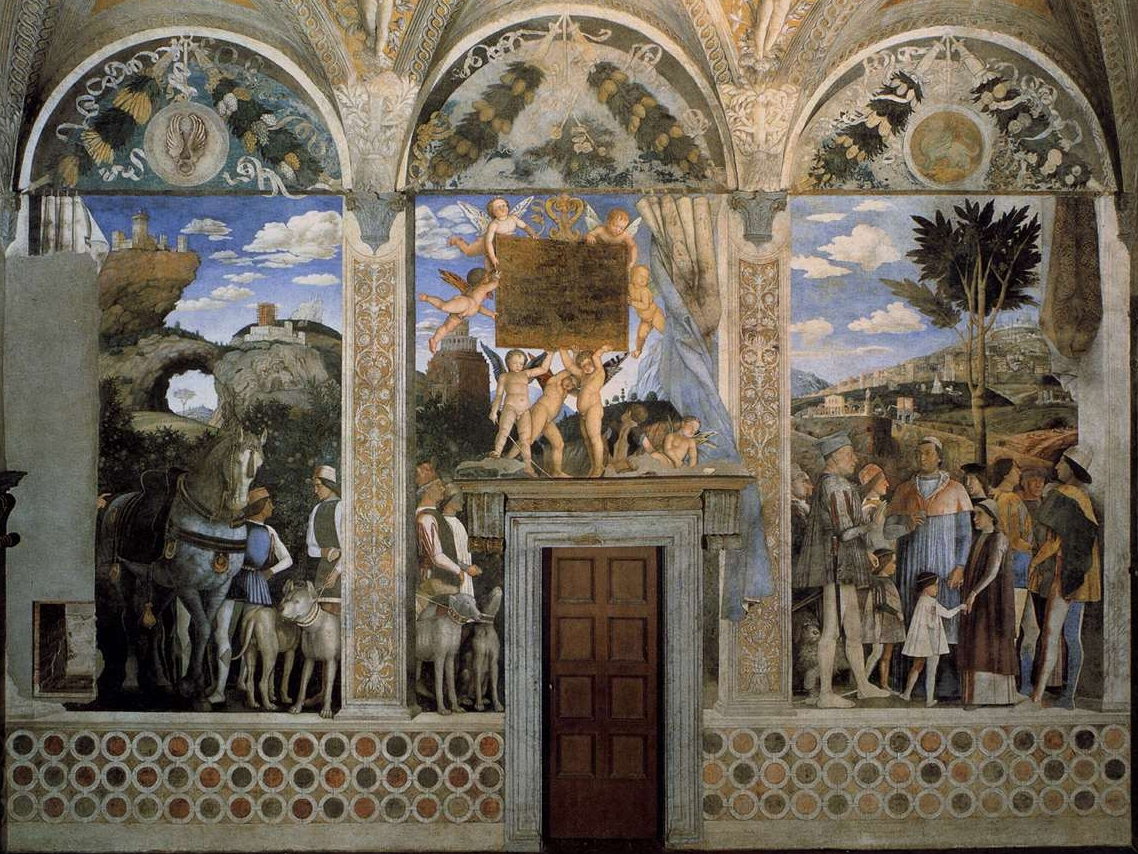
Pared oeste, El Encuentro
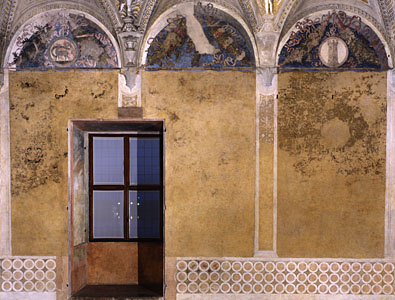
Pared este, las falsas cortinas brocadas

### La capilla
Los planos fueron encargados a Andrea Mantegna en 1459 por Ludovico Gonzaga. Fue el primer gran encargo confiado a Mantegna por el marqués, que se completó en la primera mitad de la década de 1460. Incluía inicialmente decoraciones como una pintura al temple y oro sobre tabla (hoy 54×42 cm) encargada a Mantegna a finales de la década de 1450, cuyo tema es Tránsito de la Virgen (Mantegna), y otras tres tablas para la mismo lugar: Adoration des mages, la Ascension y la  Circoncision.
La capilla se rehízo en el siglo XVI, todas esas pinturas fueron trasladadas y salieron de la ciudad hacia Ferrara donde aparecen en un inventario de 1588.

### Lasala dei Principi
Pisanello, el último representante del gótico internacional en Italia, pintó allí frescos hacia 1447-1448 de los que sólo queda la sinopia, el dibujo preparatorio. Inspirándose en la leyenda artúrica, representan el torneo medieval del castillo de la Marchée, el banquete y el cumplimiento de los votos pronunciados en honor del rey por los doce caballeros presentes, en forma de justas y batallas.

### La escalera de Eneas
Obra de Bertani de 1549, entonces recientemente elegido por el cardenal Ercole Gonzaga como Prefetto delle Fabbriche ducali, conecta directamente el castillo con el Salone di Manto en el palacio Ducal. Al final de la escalera se accede al patio del castillo y a su logia, obra de  Luca Fancelli  en 1472, basada en un diseño de Andrea Mantegna.

## Las salas del castillo
- Sala dei Soli, ubicada en la planta baja y adornada con frescos del siglo XV , fue transformada por Giulio Romano en 1531 y luego por Giovan Battista Bertani;[11]
- Sala degli Stemmi, al que se accede por una escalera de caracol;
- Salone degli Affreschi, paralela a la Sala degli Stemmi;
- Sala delle Sigle, cámara nupcial de Isabel de Este;
- Saletta della Grotta, parte del apartamento de Isabel de Este en el castillo;
- Sala delle Armi, en la que Giulio Romano pintó 12 escudos heráldicos;
- Cappella del castello, construida por Bertani en 1563;[12]
- Sala di Mezzo;
- Sala del Fregio;
- Sala delle Cappe, con bóveda de cañón;
- Sala dello Zodiaco, con rastros de pinturas de Giulio Romano, donde estuvo prisionero Pietro Frattini, uno de los Mártires de Belfiore y de Ciro Menotti;[12]
- Camera degli Sposi.

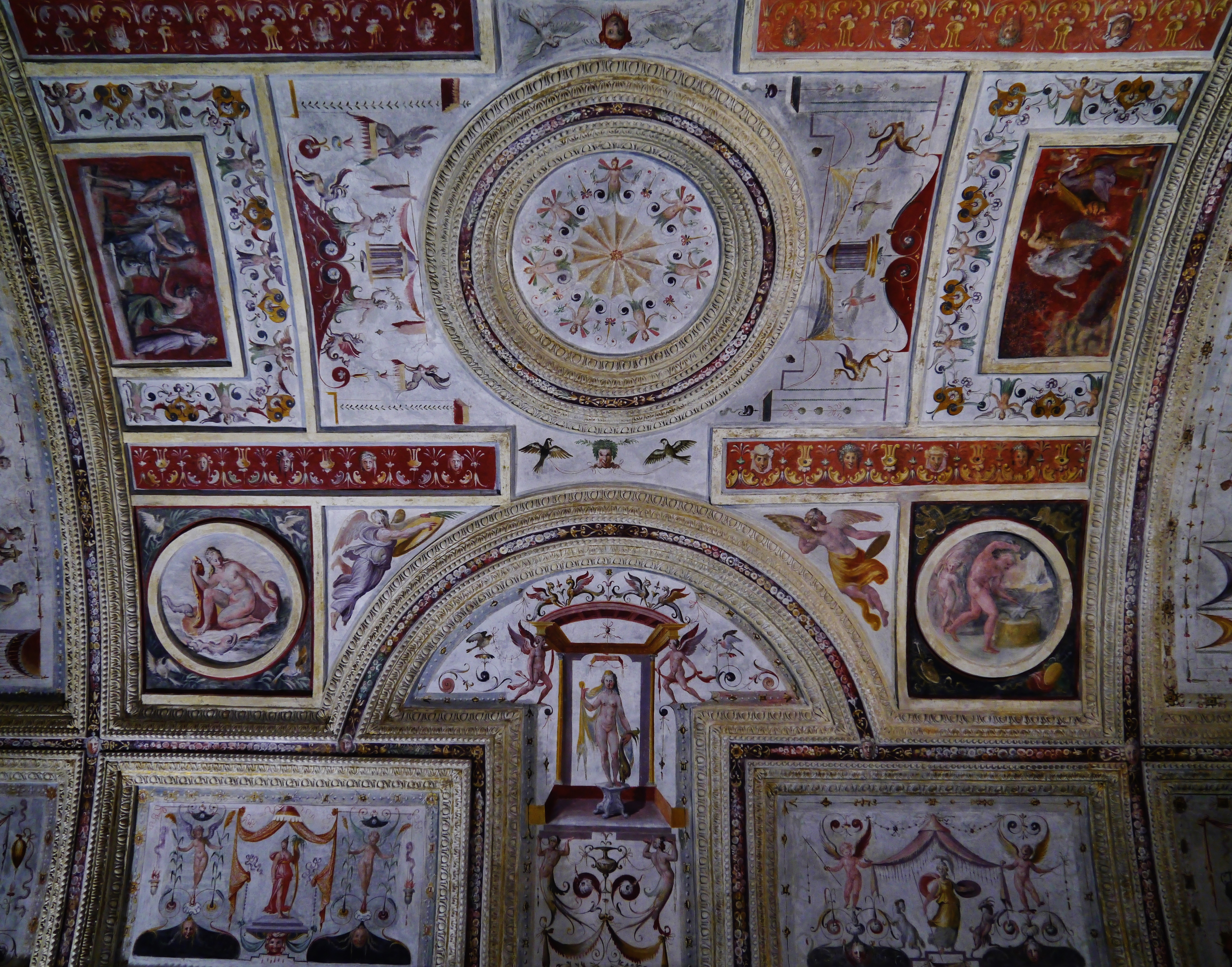
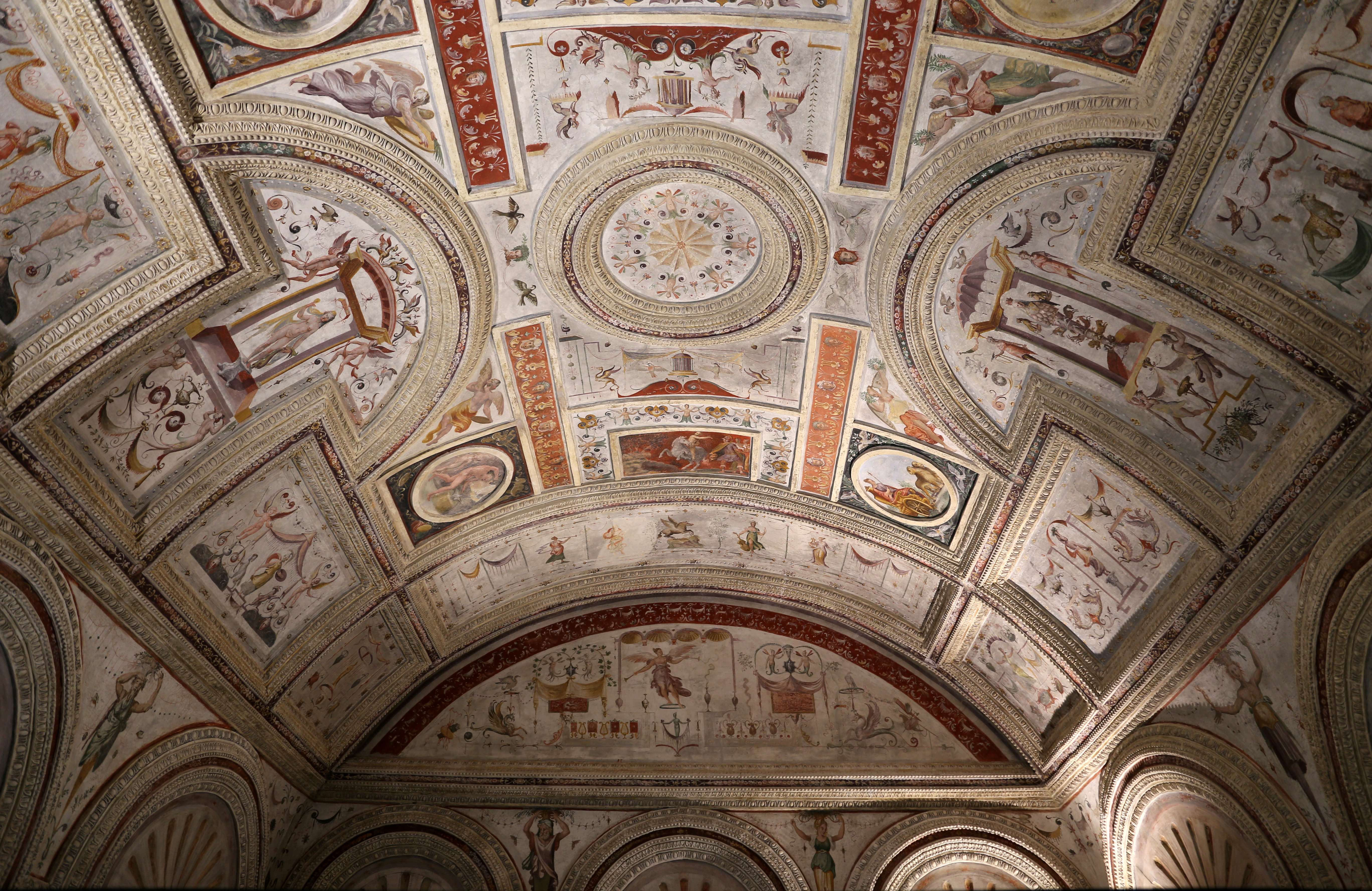
Sala delle Cappe, con grutesco del s. xvi
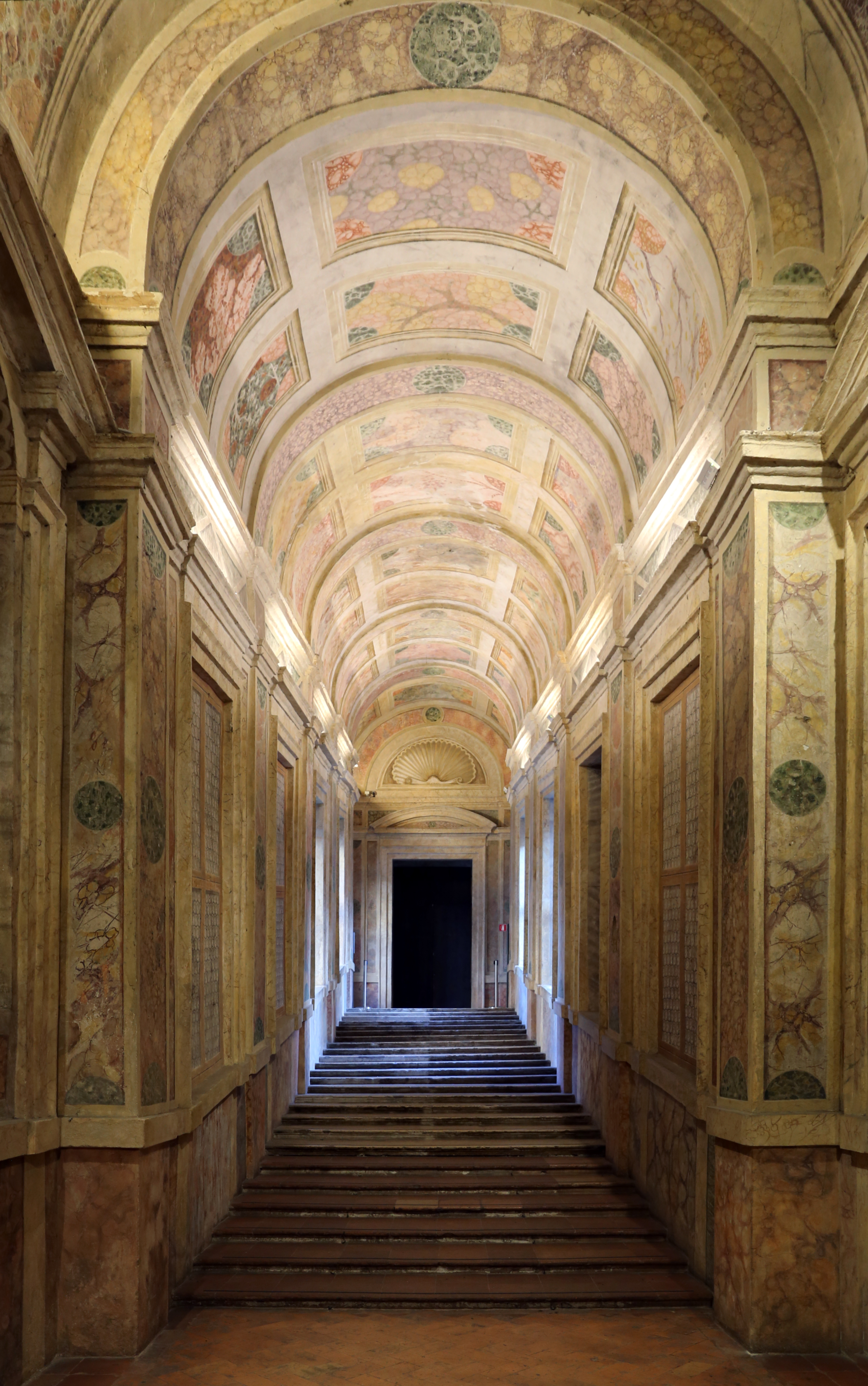
Escalera acceso al apartamento grande
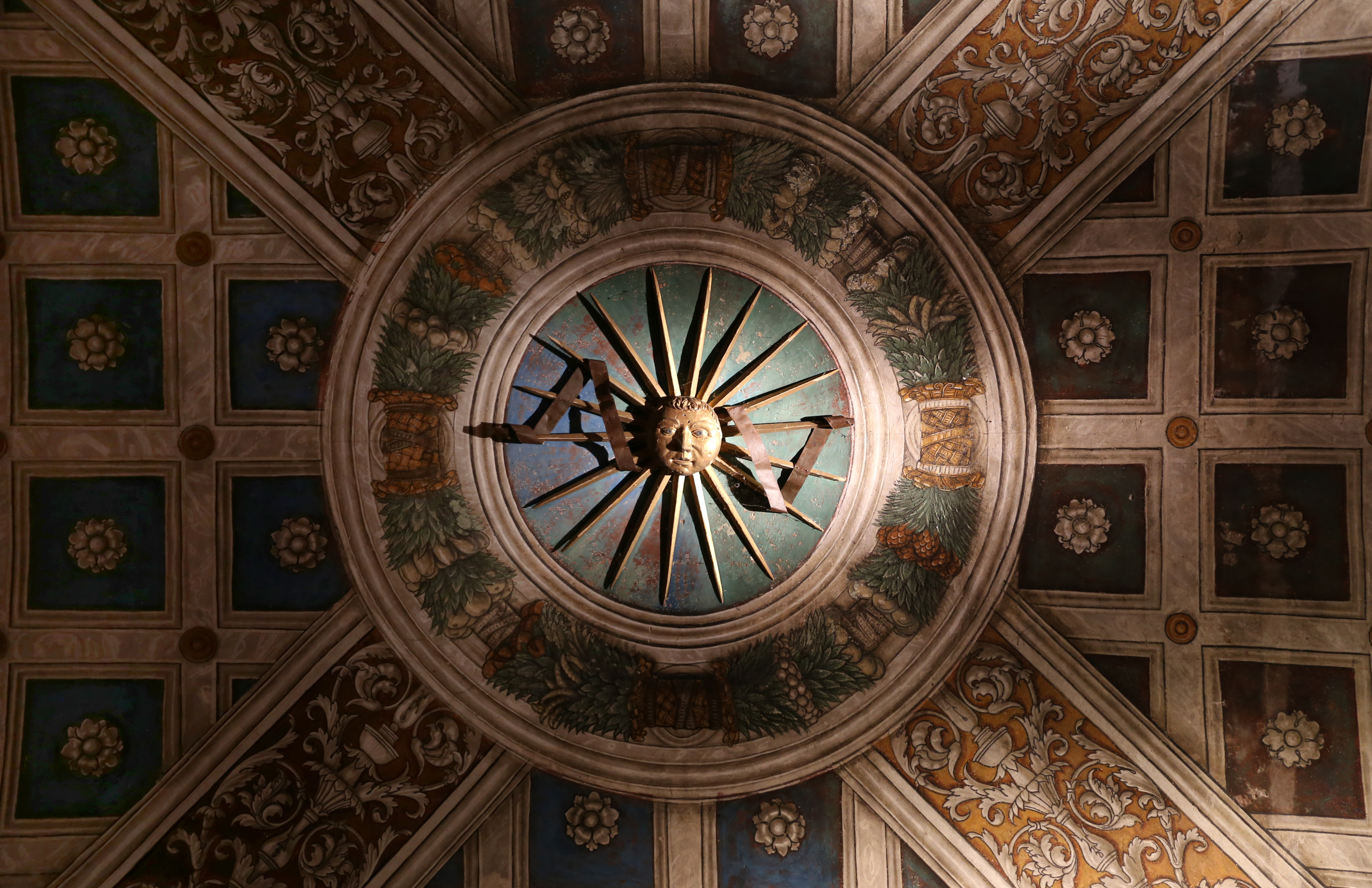
Emblema gonzagesco del sol

## Galería de imágenes

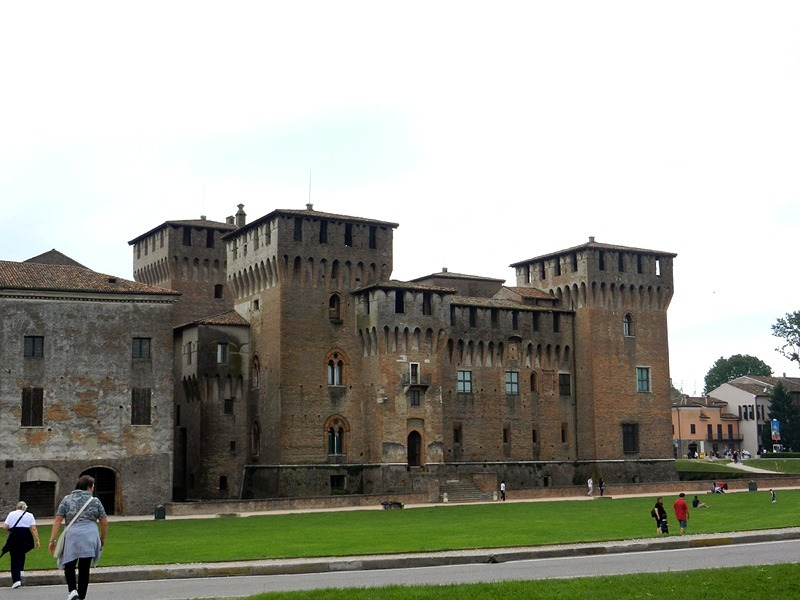
Vista del castillo
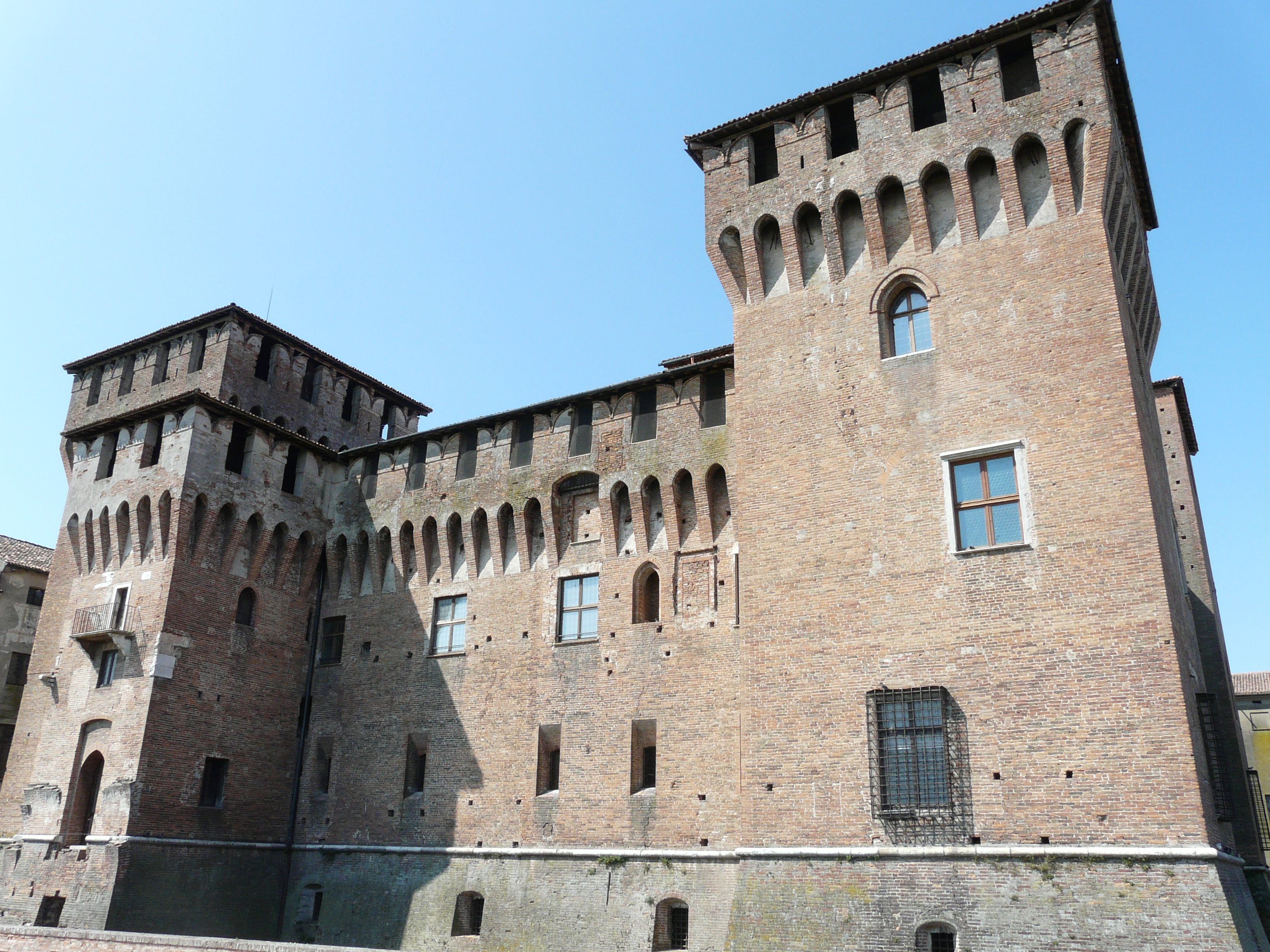
Otra vista del castillo
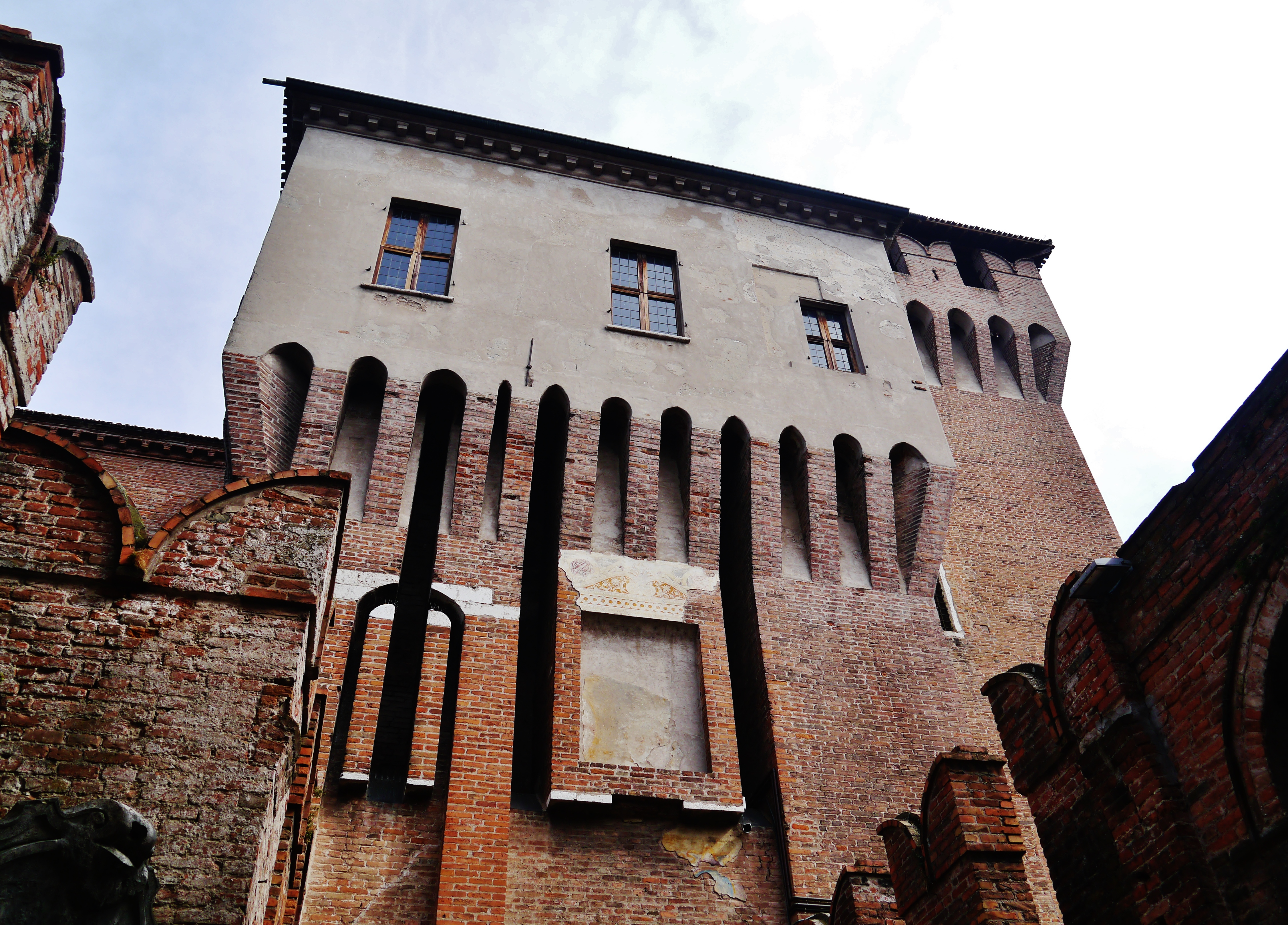
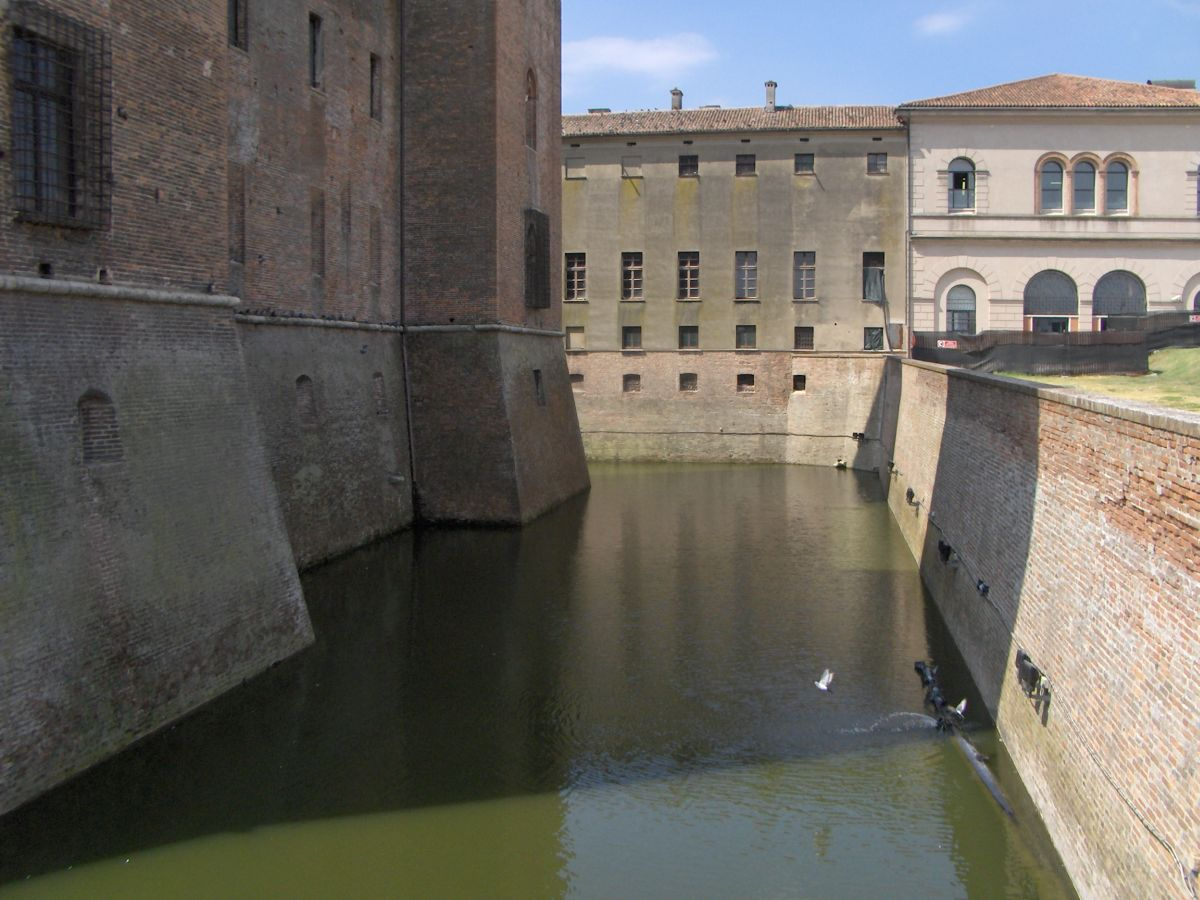
Un escorzo del foso del castillo
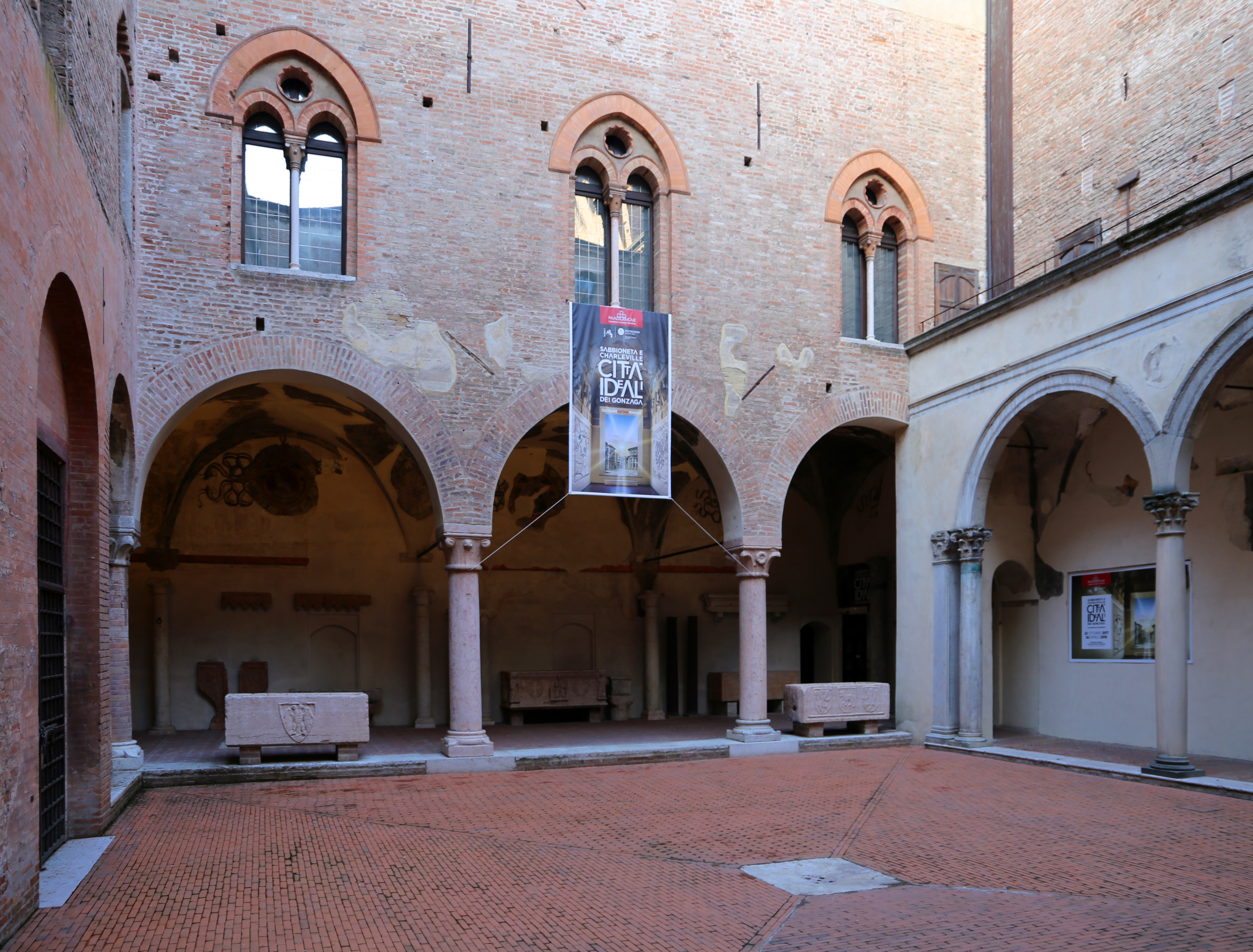
Patio de Luca Fancelli
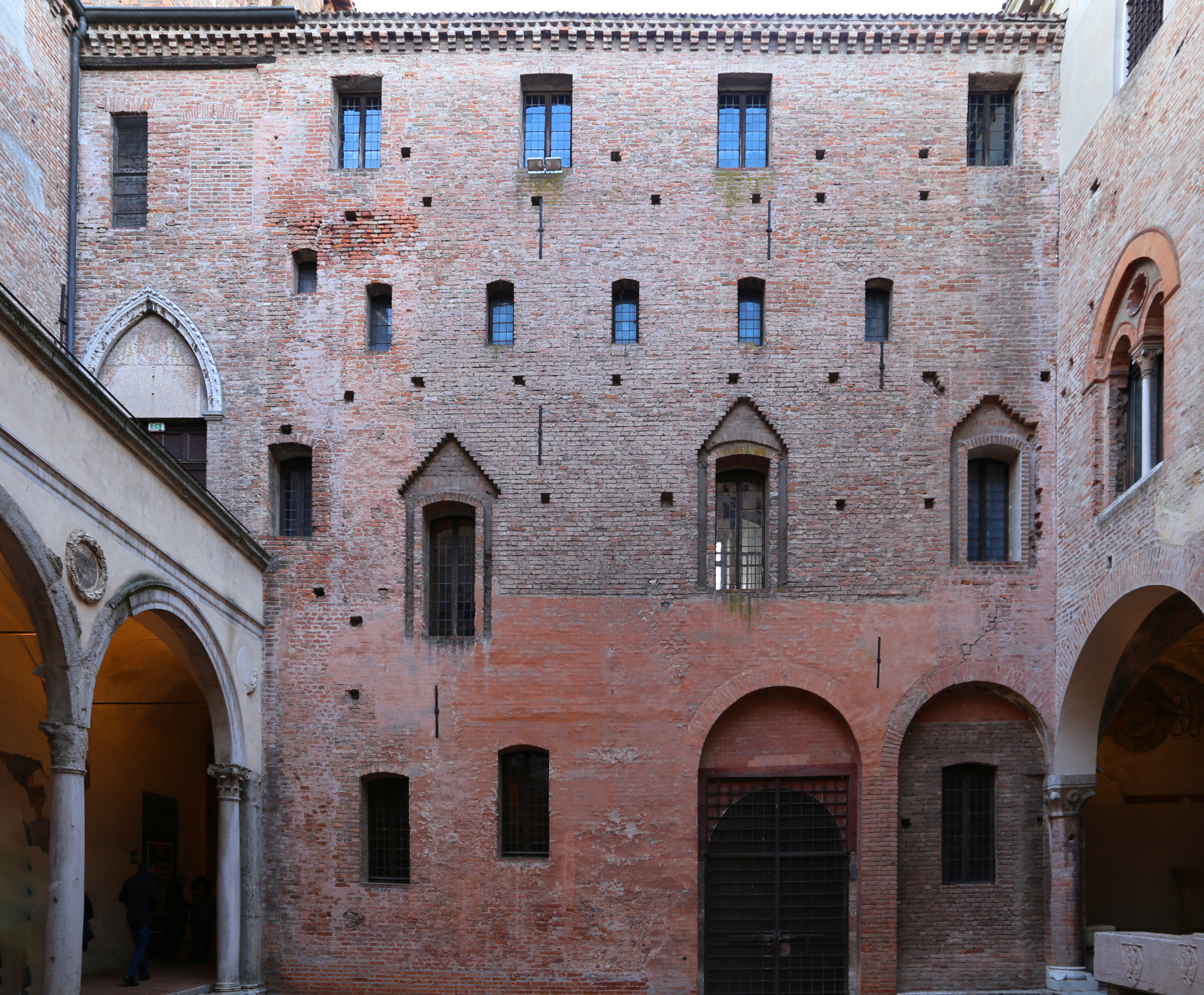
Otra vista del patio